# Mönsterås kommun
Mönsterås kommun er en kommune i Kalmar län i Sverige.  Kommunen ligger i det østlige Småland, ved Kalmarsund.

## Historie
Mönsterås var en af de få oprindelige svenske köpinger (otte i hele landet), der blev dannet som selvstændige kommuner da kommunalforordningen af 1862 trådte i kraft.  Der var desuden en landkommune af samme navn.
I forbindelse med kommunalreformen i 1952 blev landkommunen Mönsterås slået sammen med köpingen.  Fliseryds landkommune og Ålems landkommune, forblev ved den lejlighed uforandrede.  I 1971 blev köpingen og de to landkommuner til tre ensartede kommuner.  Først i 1974 blev de slået sammen som Mönsterås kommun.

## Byområder
Der er fem byområder i Mönsterås kommun.
I tabellen vises byområderne i størrelsesorden pr. 31. december 2005.  Hovedbyen er markeret med fed skrift. 
| # | Byområde     | Befolkning |
| - | ------------ | ---------- |
| 1 | Mönsterås    | 4.744      |
| 2 | Blomstermåla | 1.562      |
| 3 | Timmernabben | 1.341      |
| 4 | Ålem         | 797        |
| 5 | Fliseryd     | 710        |

57°02′00″N 16°27′00″Ø / 57.033333333333°N 16.45°Ø